# 乔·吉尼特
约瑟夫·弗朗西斯·吉尼特（英語：Joseph Francis Genet，1914年6月2日—1999年9月1日），新西兰男子摔跤运动员。他曾代表新西兰参加1938年大英帝国运动会摔跤比赛，获得男子羽量级铜牌。